# Helvibotys
Helvibotys é um gênero de mariposa pertencente à família Crambidae.